# Morning Musume Concert Tour 2011 Haru : Sin Sōseiki Fantasy DX ~9-Ki Men wo Mukaete~
Albums de Morning Musume
Concert Tour 2010 Aki
(2011) Concert Tour 2011 Aki
(2011)
 Morning Musume Concert Tour 2011 Haru : Sin Sōseiki Fantasy DX ~9-Ki Men wo Mukaete~!  (モーニング娘。コンサートツアー2011春 新創世記 ファンタジーDX ～ 9期メンを迎えて ～) est une vidéo musicale (DVD) du groupe de J-pop Morning Musume, la vingt-cinquième d'un concert du groupe.

## Présentation
La vidéo sort au format DVD le 27 juillet 2011 au Japon sous le label zetima, puis au format Blu-ray le 17 août 2011 avec une piste en bonus. Le DVD atteint la 19e place à l'Oricon, et reste classé pendant deux semaines.
Le concert avait été filmé deux mois auparavant, le 8 mai 2011 dans la salle Nakano Sun Plaza, en promotion de l'album Fantasy! Jūichi sorti cinq mois auparavant, dont huit des titres sont interprétés. Treize titres (seize sur le blu-ray) sortis en singles (dont deux en "face B") sont interprétés, la plupart dans des medley, ainsi que cinq autres titres tirés des précédents albums. Neuf des titres (dont trois en medley) ne sont interprétés que par quelques membres ou en solo.
C'est le premier concert du groupe avec les quatre nouvelles membres de la 9e génération.

## Membres
- 5e génération : Ai Takahashi, Risa Niigaki
- 6e génération : Sayumi Michishige, Reina Tanaka
- 8e génération : Aika Mitsui
- 9e génération : Mizuki Fukumura, Erina Ikuta, Riho Sayashi, Kanon Suzuki

## Liste des titres
| 1.  | Opening (présentation) |  |
| 2.  | Maji Desu ka Ska! (まじですかスカ!) (alors inédit en album)                                                                     |  |
| 3.  | Fantasy ga Hajimaru (Fantasyが始まる) (de l'album Fantasy! Jūichi)                                                              |  |
| 4.  | VTR - Member Introduction (VTR映像 (メンバー紹介)                                                                               |  |
| 5.  | The Manpower!!! (THE マンパワー!!!) (de l'album Rainbow 7)                                                                      |  |
| 6.  | MC 1 (présentation) |  |
| 7.  | Onna Gokoro to Nanto Yara (女心となんとやら) (par Takahashi, Niigaki, Michishige, Tanaka, Mitsui) (de l'album Fantasy! Jūichi)  |  |
| 8.  | 1 Kara 10 Made Aishite Hoshii (1から10まで愛してほしい) (de l'album Fantasy! Jūichi)                                            |  |
| 9.  | I'm Lucky girl (de l'album Fantasy! Jūichi)                                                                                     |  |
| 10. | MC 2 (présentation) |  |
| 11. | Suki na Senpai (好きな先輩) (par Fukumura, Ikuta, Sayashi, Suzuki) (de l'album 4th Ikimasshoi!)                                 |  |
| 12. | Resonant Blue (リゾナント ブルー) (par Takahashi, Niigaki, Michishige, Tanaka, Mitsui) (de l'album Platinum 9 Disc)             |  |
| 13. | Onna to Otoko no Lullaby Game (女と男のララバイゲーム) (de l'album Fantasy! Jūichi)                                             |  |
| 14. | MC 3 (présentation) |  |
| 15. | Sungoi My Birthday (すんごいマイバースディ) (par Mitsui, Fukumura, Suzuki) (de l'album Fantasy! Jūichi)                         |  |
| 16. | Medley : Namida ga Tomaranai Hōkago / Tsūgaku Ressha / Rainbow Pink (Michishige Sayumi - Ikuta Erina) (voir détails)            |  |
| 17. | Moonlight Night ~Tsukiyo no Ban da yo~ (Moonlight Night ~月夜の晩だよ~) (par Takahashi, Niigaki, Sayashi) (de l'album 10 My Me) |  |
| 18. | Ai no Honō (愛の炎) (par Reina Tanaka) (de l'album Fantasy! Jūichi)                                                             |  |
| 19. | MC 4 (présentation) |  |
| 20. | Motto Aishite Hoshii no (もっと愛してほしいの) (du single Maji Desu ka Ska!)                                                    |  |
| 21. | Medley : Onna ga Medatte Naze Ikenai / Nanchatte Ren'ai / Kimagure Princess (voir détails)                                      |  |
| 22. | MC 5 (présentation) |  |
| 23. | Medley : Love Machine / Ikimasshoi! / Renai Revolution 21 (voir détails)                                                        |  |
| 24. | MC 6 (présentation) |  |
| 25. | Namidacchi (涙ッチ) (de l'album 10 My Me)                                                                                       |  |
| 26. | Only You (alors inédit en album)                                                                                                |  |
| 27. | MC 7 (présentation) |  |
| 28. | Bravo! (ブラボー!) (de l'album Fantasy! Jūichi)                                                                                 |  |

Bonus du Blu-ray
Medley : Naichau Kamo / Shōganai Yume Oibito / Onna ni Sachi Are (メドレー: 泣いちゃうかも⇒しょうがない 夢追い人⇒女に幸あれ)
- Naichau Kamo (泣いちゃうかも) (de l'album Platinum 9 Disc)
- Shōganai Yume Oibito (しょうがない 夢追い人) (de l'album 10 My Me)
- Onna ni Sachi Are (女に幸あれ) (de l'album Platinum 9 Disc)

Détails de la piste 16
Medley : Namida ga Tomaranai Hōkago / Tsūgaku Ressha / Rainbow Pink (Michishige Sayumi - Ikuta Erina) (乙女(メ)ドレー：涙が止まらない放課後⇒通学列車⇒レインボーピンク＜道重さゆみ・生田衣梨奈＞)
- Namida ga Tomaranai Hōkago (涙が止まらない放課後) (de l'album Ai no Dai 6 Kan)
- Tsūgaku Ressha (通学列車) (du single Happy Summer Wedding et de l'album Zen Single Coupling Collection)
- Rainbow Pink (レインボーピンク) (interprété par Sayumi Michishige et Erina Ikuta) (de l'album Rainbow 7)

Détails de la piste 21
Medley : Onna ga Medatte Naze Ikenai / Nanchatte Ren'ai / Kimagure Princess (メドレー：女が目立って なぜイケナイ⇒なんちゃって恋愛⇒気まぐれプリンセス)
- Onna ga Medatte Naze Ikenai (女が目立って なぜイケナイ) (de l'album 10 My Me)
- Nanchatte Ren'ai (なんちゃって恋愛) (de l'album 10 My Me)
- Kimagure Princess (気まぐれプリンセス) (de l'album 10 My Me)

Détails de la piste 23
Medley : Love Machine / Ikimasshoi! / Renai Revolution 21 (メドレー: LOVEマシ－ン⇒いきまっしょい!⇒恋愛レボリュ－ション21)
- Love Machine (LOVEマシ－ン) (de l'album 3rd -Love Paradise-)
- Ikimasshoi! (いきまっしょい!) (de l'album 4th Ikimasshoi!)
- Renai Revolution 21 (恋愛レボリュ－ション21) (de l'album 4th Ikimasshoi!)